# Franz Werner Kirchhofer

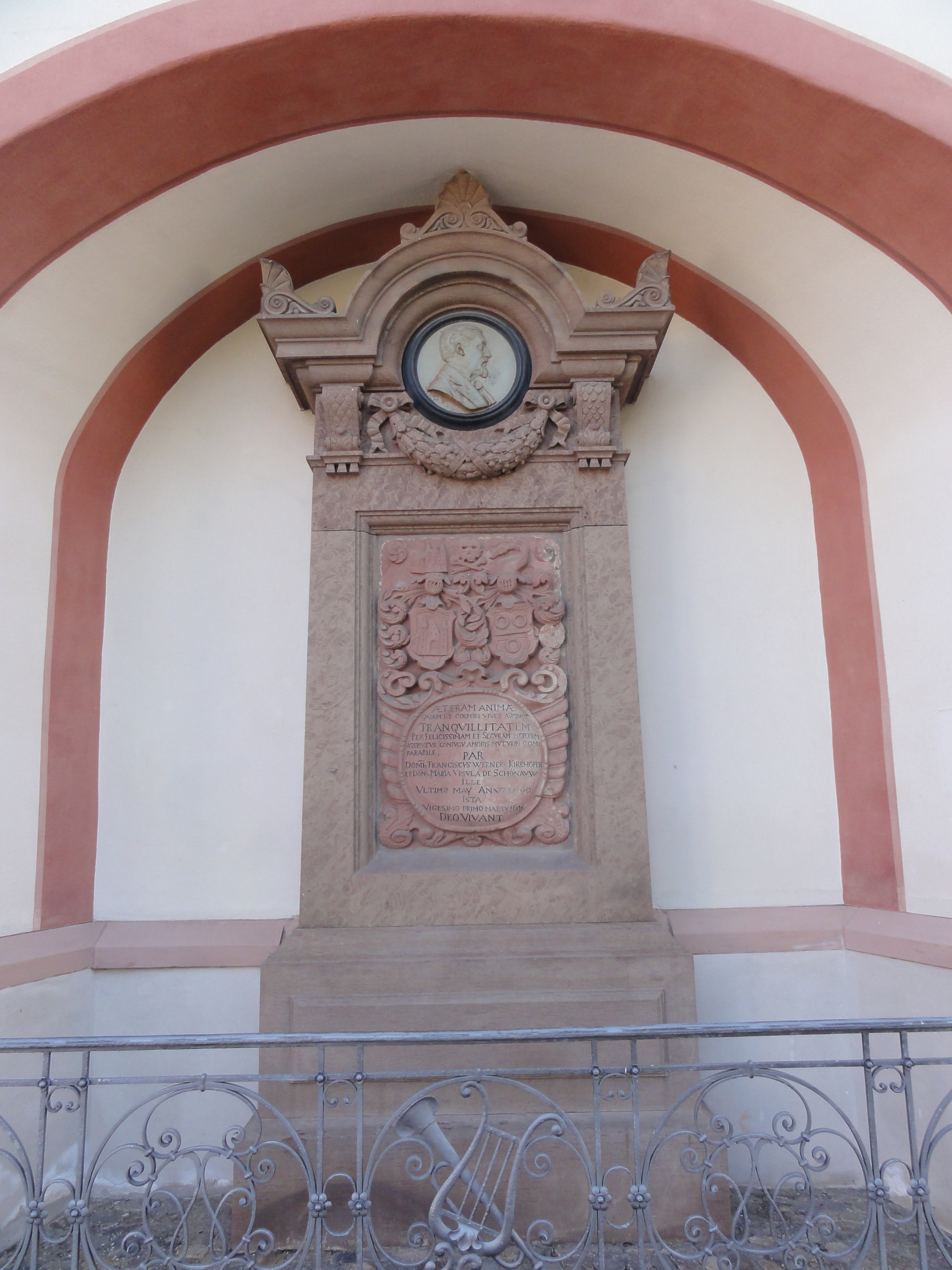
Epitaph Franz Werner Kirchhofer und Maria Ursula von Schönau

Franz Werner Kirchhofer (* 1. April 1633 in Säckingen (heute Bad Säckingen); † 31. Mai 1690 ebenda) war ein deutscher Kaufmann und Ratsherr. Aus seiner in der lokalen mündlichen Erzählung weiterlebenden Geschichte entwickelte Joseph Victor von Scheffel eine fiktive Figur den Trompeter von Säkkingen.

## Leben
Kirchhofer war das siebte Kind des Johann Jakob Kirchhofer († 1635) und dessen Ehefrau Eva, geborene Bannwart. Kirchhofers Großvater war um 1580 von Laufenburg nach Säckingen gekommen, wo er das Bürgerrecht erhielt und etwa 20 Jahre lang bis zu seinem Tod im Jahre 1611 das Amt des Stadtschreibers wahrnahm. In den Urkunden erscheint er öfter als Darlehensgeber, woraus geschlossen wird, dass er vermögend war. Belegt ist auch die Beziehung des Großvaters zu den Herren von Schönau, da er zusammen mit Iteleck von Schönau als Vormund der Kinder des Franz Konrad Reich von Reichenstein genannt wird.
Kirchhofer war 1652 als Student der Rhetorik bei der Universität Freiburg immatrikuliert.
Nach seiner Rückkehr nach Säckingen kam er vermutlich durch die früheren Beziehungen der Familien in Kontakt zu Maria Ursula von Schönau. Am 12. August 1657 heiratete Kirchhofer in Wien Maria Ursula von Schönau-Oeschgen, Tochter des Otto Rudolf von Schönau mit der er fünf Kinder hatte:
- Franz Meinrad (im Kindesalter gestorben)
- Franz Raphael (Pfarrer von Warmbach und Frick)
- Jakob Fridolin (Pfarrer in Rickenbach und Kaplan beim Damenstift Säckingen)
- Maria Salome ⚭ 1. Caspar Ernst Sandherr; 2. Gustav Hermann von Sundhausen
- Maria Elisabeth

Die nicht standesgemäße Ehe wurde gegen den entschiedenen Widerstand der adeligen Familie vollzogen. Marias Stiefbruder Franz Rudolf von Schönau-Oeschgen und ihr Bruder Otto Heinrich machten ihr das Erbe streitig und versuchten das Paar aus Säckingen zu vertreiben, wo schon die Hochzeit nicht stattfinden konnte. Die Ambitionen auf den Freiherrenstand, in den die beiden 11 Jahre später auch aufstiegen, führten wohl trotz der langjährigen Beziehungen der Familien und der gutbürgerlichen Herkunft des Bräutigams zur Ablehnung.
Der ebenfalls in die Familie derer von Schönau eingeheiratete vorderösterreichische Obervogt von Laufenburg, Johann Nikolaus von Grandmont († 1689) untersagte Kirchhofer 1658/59 das Betreten der Stadt und Herrschaft Laufenburg. Kirchhofer suchte hiergegen die Unterstützung des Rates der Stadt Säckingen, die ihm versagt wurde, worauf er sich an die vorderösterreichische Regierung in Innsbruck wandte und Unterstützung durch den dort regierenden Erzherzog Ferdinand Karl erhielt. Die gerichtlichen Erbschaftsstreitigkeiten dauerten gleichwohl noch bis 1689 an. Kurz vor Kirchhofers Tod erhielt Maria Ursula ihr Erbe.
Kirchhofer pachtete das staatliche Salzmonopol für das obere Rheinviertel und erwarb ein Vermögen zu dem neben diversen Grundstücken auch ein Hammerwerk gehörte. 1678 brannten französische Truppen die Stadt an, wobei auch Kirchhofers Haus zerstört wurde. Ein Jahr später kaufte er das Haus „zum Sternen“. Kirchhofer dirigierte den Knabenchor, der bei den Gottesdiensten im Fridolinsmünster mitwirkte. In den Akten des Damenstifts wird er auch als Musiker und Schulmeister erwähnt – von einer Trompete ist allerdings keine Rede.
Aus den späteren Akten von Gericht und Stadtverwaltung Säckingen ergibt sich das Bild, dass Kirchhofer nach der von oben verordneten Streitbeilegung als angesehener Bürger in der Stadt lebte. 1689 erscheint er unter den Personen, die ein Urteil sprechen und als Mitglied des Rates der Stadt.

### Das Epitaph
Das heute außen an der Nordwestseite des Fridolinsmünsters eingefügte Epitaph für Franz Werner Kirchhofer und Maria Ursula von Schönau befand sich früher auf dem Friedhof von Säckingen.

Epitaph in neuem Kleide
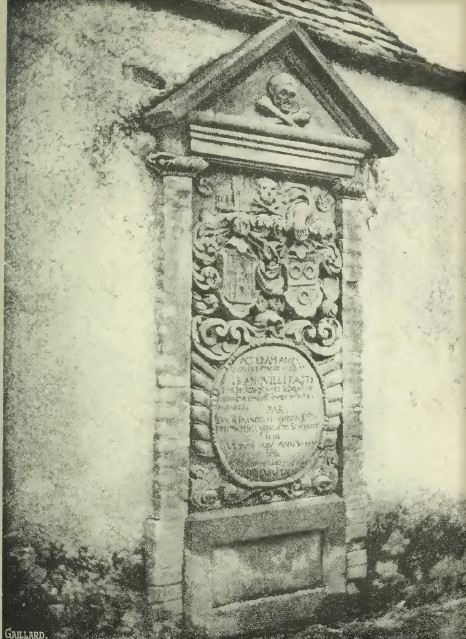
Epitaph am alten Standort auf dem Friedhof von Säckingen.
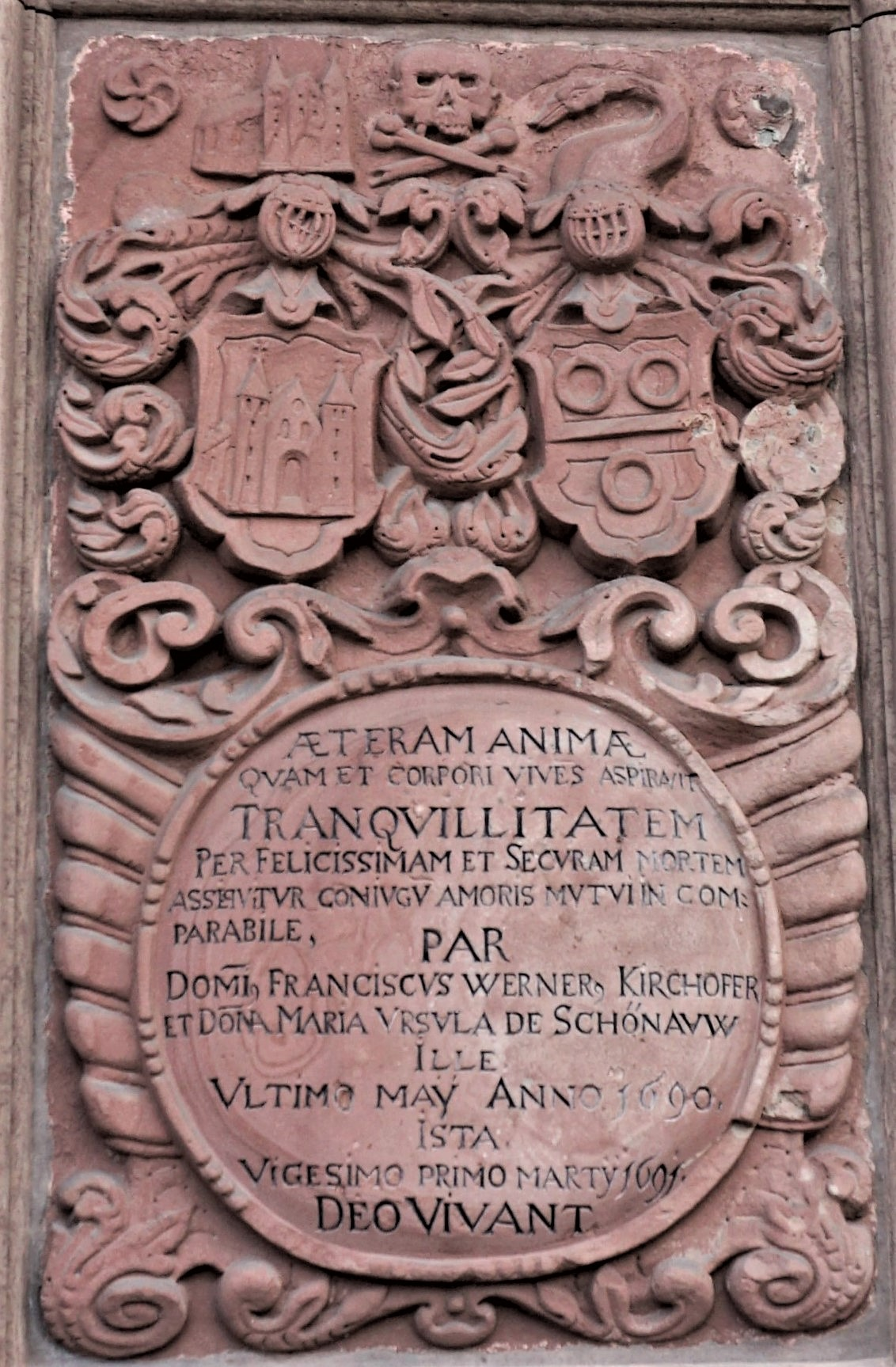
Ursprüngliches Epitaph
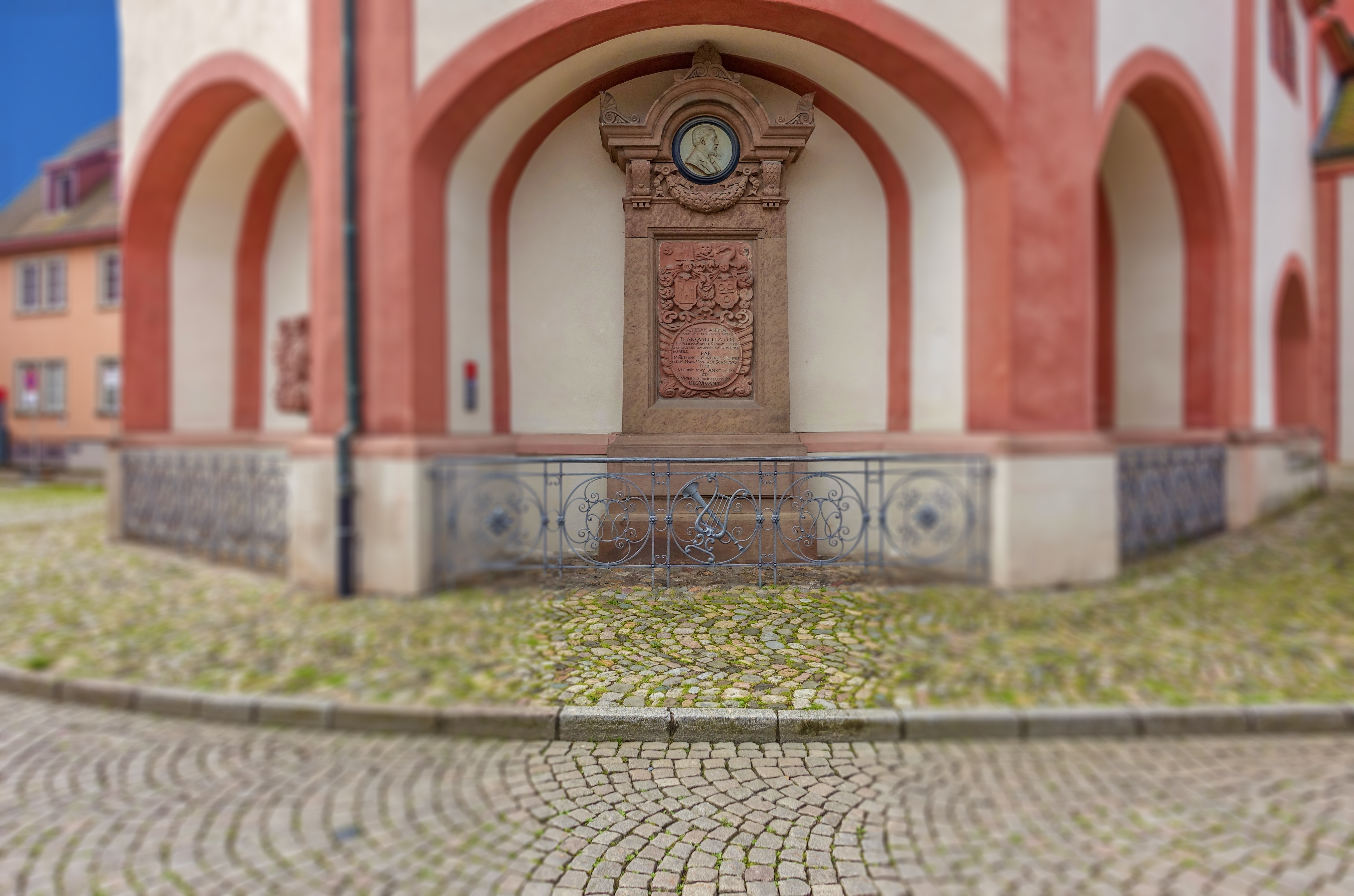
Ursprüngliches Epitaph eingefügt in neuen Standort an der Außenseite des Fridolinsmünsters

Es trägt die lateinische Inschrift:
Quam Et Corpori Vivens Aspiravit
Tranquillitatem
Per Ferlicissimam Et Secura Mortem
Assequitur Conjugum Amoris Mutui Incomparabile
Par
Dom. Franciscus Werner Kirchofer
Et Domina Maria Ursula de Schönauw.
Jlle
Ultimo Maji Anno 1690
Jsta
Vigesimo Primo Martii 1691.
In der Übersetzung von Proelß: „Ewige Ruhe der Seele und des Leibes suchte hier bei Lebzeiten und fand durch einen ruhigen seligen Tod das in gegenseitiger Liebe unvergleichliche Ehepaar: Herr Franz Werner Kirchhofer und Frau Maria Ursula von Schönauw. Er am letzten Mai 1690. Sie am 21. März 1691. Sie leben in Gott.“
Der Grabstein war ursprünglich in einer Stiftungskapelle eingelassen, die auf dem alten Friedhof stand, der in den 1820er-Jahren durch den Au-Friedhof ersetzt wurde, die Stiftungskapelle mit Grabplatte wurde hierher verlegt. 1892 war die Grabplatte dann „seit wenigen Jahren“ in einem neu gestalteten Grabmal mit Scheffels Bild in der Außenwand des Fridolinsmünsters verbaut.
Rudolf Bunge, der 1884 das Libretto zu Victor Ernst Nesslers Oper „Der Trompeter von Säkkingen. Oper in 3 Akten, nebst einem Vorspiel“ geschrieben hat, verbreitete nach dem Tod von Joseph Victor von Scheffel († 1886) die Geschichte über Kirchhofers Epitaph mit einem erfundenen Text:
„Hier ruht Herr Werner Kirchhofer, der einst einstmals ein trumpetter war, und seine Eheliebste, Maria Ursule, geb. Freiin von Schoenau.“ Der Scheffel Biograf Proelß bezeichnet dies als „völlig aus der Luft gegriffen“, aber es war wohl Teil des Marketings für die erfolgreiche Oper.

## Ehrungen
In Bad Säckingen ist die Werner Kirchhofer Realschule nach ihm benannt.

## Nachleben

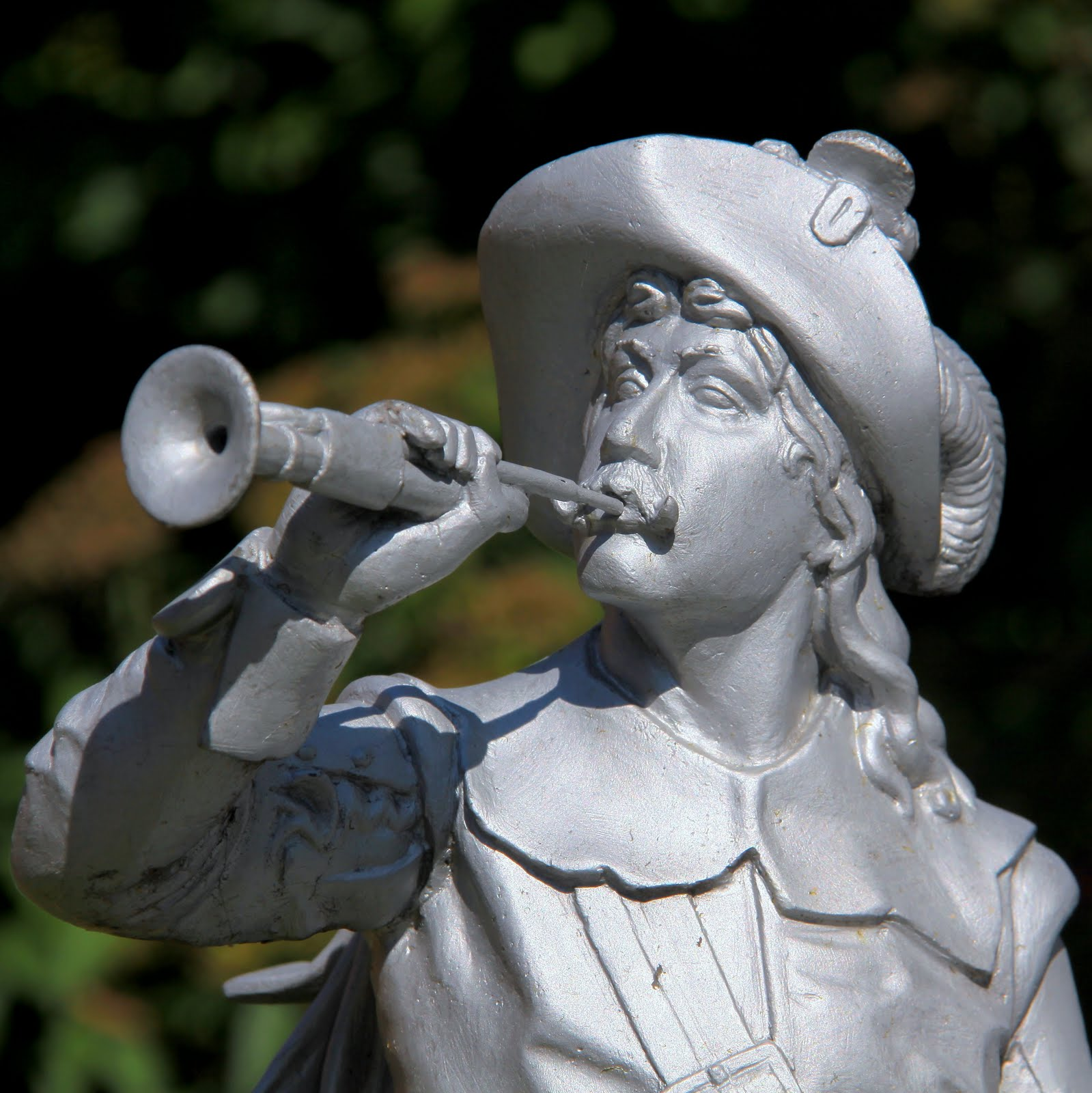
Trompeter-Statue im Säckinger Schlosspark

Joseph Victor von Scheffel kam am 30. Dezember 1849 nach Säckingen, wo der gerade zum Doktor der Rechte promovierte Scheffel zu Beginn des Jahres 1850 beim badischen Bezirksamt Säckingen seinen Dienst als Rechtspraktikant antrat. Bei einem Besuch auf dem Säckinger Friedhof fiel Scheffel das Grabmal des Franz Werner Kirchhofer auf und regte ihn zu Nachforschungen an. Scheffel hatte sich mit dem Säckinger Bürgermeister Anton Leo angefreundet und in dessen Familie war die zur lokalen Sage weiterentwickelte Erzählung über den historischen Kirchhofer noch präsent. Aus diesem Stoff entstand das 1854 erschienene Erstlingswerk Scheffels „Der Trompeter von Säkkingen. Ein Sang vom Oberrhein.“ Dies wurde nicht nur für Scheffel zum Erfolg, sondern auch für den Komponisten Nessler. Der Stadt Säckingen bescherte das Epos europaweite Bekanntheit, die noch heute touristisch ausgewertet wird.